# Матча Пхорн-ин
Матча Пхорн-ин (тайск. มัจฉา พรอินทร์; род. около 1979, Исан) — тайская феминистка и активистка, борющаяся за права коренных народов и ЛГБТ.

## Ранний период жизни
Матча выросла в Исане, где она была представительницей этнического меньшинства, воспитываемой бедной матерью-одиночкой. Вследствие этих факторов над ней издевались в школе. С 9 лет она начала работать по выходным, чтобы прокормить себя и свою мать.
Матча смогла поступить в университет, получив стипендию. После окончания университета она приняла участие в годичной программе магистратуры в Университете Таммасат.

## Активизм
Матча — исполнительный директор основанной ей в 2007 году Sangsan Anakot Yaowachon, организации, которая поддерживает молодёжь из маргинализированных сообществ, в основном в деревнях на границе Таиланда с Мьянмой. За первое десятилетие существования организация смогла предоставить стипендии 1000 детям, но в конце 2010-х годов эта программа была прекращена из-за отсутствия финансовой поддержки.
Матча — член правления Международного дня равенства семей и бывший член правления ILGA Asia. Она входит в региональный совет Азиатско-Тихоокеанского форума по вопросам женщин, права и развития.
Матча высказывалась в пользу легализации абортов на сроке до 20 недель, в то время как в Таиланде действует более строгий юридический стандарт в 12 недель.
В 2020 и 2021 годах Матча критиковала правительство Таиланда за то, что оно не предоставляло финансовую помощь этническим меньшинствам, которые в результате сильнее всего пострадали от пандемии COVID-19.

## Признание
В 2023 году Матча вошла в список 100 женщин по версии Би-би-си как одна из самых вдохновляющих и влиятельных женщин года.

## Личная жизнь
Матча — лесбиянка. Её партнёрша также работает в Sangsan Anakot Yaowachon. У Матчи есть приёмная дочь, её биологическая племянница, которая родилась в начале 2000-х годов у младшего брата Матчи. После того, как он и его жена расстались, их дочь воспитывала бабушка, а когда ребёнку было 9 лет, Форн-ин забрала её к себе. Однако Форн-ин не могла законно удочерить девочку, пока та не стала совершеннолетней, поскольку её родственники возражали против того, чтобы у Матчи в качестве партнёра была женщина.
Матча и её семья живут в Сан Кампхэнге, Чиангмай. В 2016 году сосед несколько раз устраивал поджоги возле их дома, что, по мнению Матчи, было вызвано гомофобией; несмотря на сообщения, поданные в полицию, никаких мер предпринято не было.